# Paride da Ceresara
Paride da Ceresara (Ceresara 10 février 1466 - Mantoue,1532) est un humaniste, un écrivain et un astrologue de cour italien.

## Biographie
Paride da Ceresara a été au service d'Isabelle d'Este à Mantoue. Il est considéré comme étant le créateur des thèmes allégoriques à représentations mythologiques et célébratifs d'au moins deux peintures du célèbre studiolo d'Isabelle d'Este et probablement du cycle complet, peintes par Andrea Mantegna et Le Pérugin.
Paride da Ceresara est le traducteur de diverses œuvres classiques parmi lesquelles La Marmite de Plaute et entreprit des études hébraïques. Il a été aussi auteur de sonnets érotiques signés sous le pseudonyme de Patrizio Tricasso.

## Publications
- Expositione del Tricasso Mantovano sopra il Cocle, Venise, pour Vettor q. Piero Ravano, 1535,
- Epitoma Chyromantico di Patritio Tricasso da Ceresari mantovano, Venise, pour Agostino de Bindoni, 1538
- Rime, A. Comboni, Olschki, Florence, 2004

## Sources
- (it) Cet article est partiellement ou en totalité issu de l’article de Wikipédia en italien intitulé « Paride da Ceresara » (voir la liste des auteurs).